# Myosotis nemorosa
Myosotis nemorosa là loài thực vật có hoa trong họ Mồ hôi. Loài này được Besser mô tả khoa học đầu tiên.